# 어메이징 그레이스

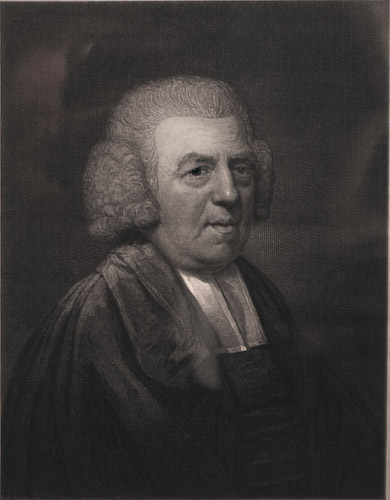
작사자, 존 뉴턴의 말기

어메이징 그레이스(영어: Amazing Grace, 어메이징 그레이스, 한국어판, 나 같은 죄인 살리신)은 영국 흑인 노예선 선장 출신으로 성공회 사제가 된 존 뉴턴이 작사한 찬송가로 1779년에 출간하였다. 특히 미국에서 애창되며, 백파이프 오르간으로 연주된다. “grace”란 하나님의 자비, 은혜(은총)이란 의미가 있다.

## 배경
《미국찬송가사전》(Dictionary of American Hymnology)에 따르면, 어메이징 그레이스는 존 뉴턴의 자전적 삶을 가사화한 것이며, 작곡가는 이곡을 편곡한 E.OX.well 라고도 알려 졌다.. 아일랜드 혹은 스코트랜드의 민요에 붙여 불렸다거나 19세기 미국 남부에서 작곡되었다고 하는 등 여러 설이 존재한다.
존 뉴턴은 1725년 영국 런던에서 상선을 탔었던 로마 가톨릭교회 신자인 아버지와 독실한 개신교 신자인 어머니에게서 태어났다. 모친은 그를 성직자로 키우려 했으나, 그가 겨우 6세였을 때 모친은 결핵으로 사망한다. 그 후 아버지가 바다에 가 있는 몇 년 동안은 사이가 좋지 못한 계모의 손에 자랐고, 부당한 대우를 받았던 선원 학교에 한동안 다니게 된다. 11살 때부터 존 뉴턴은 상선의 선원인 아버지를 따라 도제로 배를 탔으며, 여러 곳을 다녔다. 특히 그는 흑인노예를 수송하는 소위 노예무역에 종사했다.
당시 노예로 납치된 흑인은 가축 이하의 대우를 받았고, 수송선의 위생상태가 열악해 목적지에 도착하기 전에 간염, 탈수증, 영양실조 등으로 사망했다고 한다.
존도 노예에 대한 이러한 대우를 당연하게 생각했지만, 1748년 5월 10일 그가 22세일 때 전기를 맞이한다. 선장이 된 그는 그의 배가 폭풍우를 만나 좌초될 위기 빠지게 된다. 이에 그는 하느님에게 기도를 드리게 된다. 모친이 독실한 그리스도 신자였어도, 이전까지 마음에서 우러난 기도는 이때가 처음이라고 한다. 배는 기적적으로 폭풍우를 벗어났으며 무사히 귀선한다. 그는 이날을 제2의 탄생일로 가로새긴다. 그 후 6년간 노예무역을 계속하지만, 노예의 처우를 비약적으로 개선했다고 한다.
1755년 존 뉴턴은 병을 이유로 하선하였고, 면학에 매진해 성공회 사제가 된다. 1772년〈어메이징 그레이스)〉(amazing grace, 놀라운 자비)를 썼다. 이 곡은 흑인 노예무역에 관여한 것을 깊이 후회하고, 그것과 상관없이 사하여 준 하느님의 은총에 감사하는 마음을 담고 있다. 이 곡 외에도 존 뉴턴 사제가 작사한 찬송가가 몇 곡이 남아있다.

## 보급
백인의 언어와 문자 그리고 종교(기독교), 풍습을 일부 수용함으로써 ‘문명화된 다섯 인디언 부족’이라고 평가받은 부족 중의 하나인 체로키 부족도 이 노래를 애송하였다. 1838년에 시행된 미국의 강제적인 인디언 이주는 이후 오클라호마주가 되는 지역의 인디언 보호구역에 강제로 이동시키는 정책으로 체로키는 이 과정을 ‘눈물의 길’로 불렀다. 15,000명 체로키 부족민 중 약 4,000명이 사망한 힘든 이주 도중 힘을 북돋워 주기 위해 체로키어로 번역된 이 노래가 불렸고, 이후 체로키 네이션의 애국가가 되었다.
남북전쟁(1861년–1865년) 기간에도 이 노래는 남북 양군에 의해 불렸다.
최초로 음반으로 제작된 것은 1922년 쌔이크리드 하프 합창단(Sacred Harp Choir)의 아카펠라 판이었다. 1926년에서 1931년까지의 오케레코드(음반사)의 카탈로그에도 포함되었고, 이 판들은 블루스와 재즈가 많이 가미된 형태로 불렸다. 1940년대와 1950년대에도 전통과 조상을 기억하려는 향수에 따라서 블루스와 가스펠 형태로 음반이 나왔다.
1947년 가스펠 수퍼스타인 마헬리아 잭슨이 라디오 방송을 통하여 어메이징 그레이스를 불렀으며, 그녀의 노래는 1950년대와 1960년대를 통해 유명세를 유지하였다. 그녀는 이 노래를 카네기홀과 같은 공공 콘서트 무대에서 즐겨불렀다.
1960년대 흑인시민권운동과 베트남 전쟁을 반대하는 반전 운동에도 어김없이 어메이징 그레이스가 불렸다. 마헬리아 잭슨은 시민권 운동의 행진가로 어메이징 그레이스를 불렀다.

## 가사
| Amazing grace! (how sweet the sound) That sav'd a wretch like me! I once was lost, but now I am found, Was blind, but now I see. 'Twas grace that taught my heart to fear, And grace my fears reliev'd; How precious did that grace appear The hour I first believ'd! Thro' many dangers, toils, and snares, I have already come; 'Tis grace hath brought me safe thus far, And grace will lead me home. The Lord has promis'd good to me, His word my hope secures; He will my shield and portion be As long as life endures. Yes, when this flesh and heart shall fail, And mortal life shall cease; I shall possess, within the veil, A life of joy and peace. The earth shall soon dissolve like snow, The sun forbear to shine; But God, who call'd me here below, Will be forever mine.존 뉴턴, 올니 찬송가, 1779 놀라운 은혜 (얼마나 감미로운 소리인가) 나 같은 비참한 사람을 구해 주셨네. 한 때 길을 잃었으나, 지금 인도해주시고 한 때 장님이었으나, 이제 나 보이네. 하나님의 은혜가 내 마음에 두려움을 가르치고 그리고 이러한 은혜가 공포를 덜어주네 얼마나 존귀한 은혜가 나타난 것일까, 나 처음 믿을 때. 많은 위험, 고통과 유혹을 넘어 나 이미 여기에 왔네. 이 은혜가 여기까지 나를 무사히 이끌었으니. 은혜는 나를 본향으로 인도하리라. 아, 이 육신과 마음은 쇠락할지니, 필멸의 삶을 그만두리라 나는 구속 받을지니 기쁨과 평화의 장막 아래서 이 땅은 눈녹듯이 사라질 것이며, 태양은 그 빛남을 멈출 것이나 대저 하나님의 부르심은 그 안에서 내게 영원하리라 |